# Epizoötie

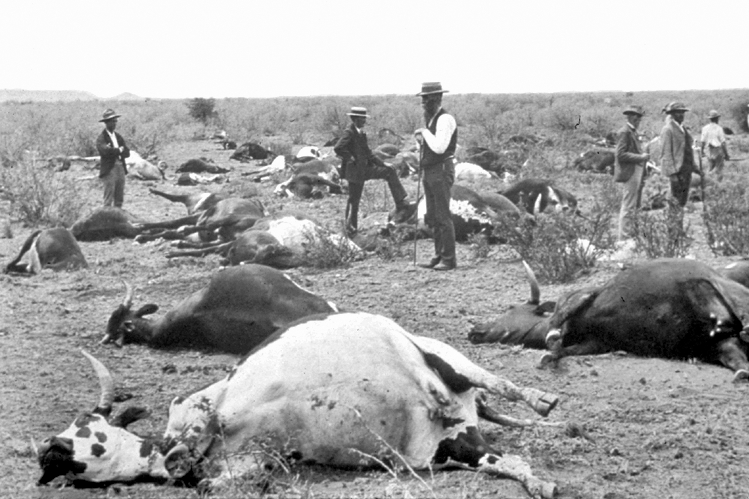
Epizoötie (1896)

Een epizoötie is een epidemie van een besmettelijke ziekte die (niet onder mensen, maar) onder dieren plaatsvindt, gekenmerkt doordat hij plotseling optreedt en een groot gedeelte van de dieren in een populatie in een bepaald gebied treft. De populatiedichtheid kan van grote invloed zijn op het uitbreken van een epizoötie. Daardoor zijn bio-industrie en aquacultuur gevoelig voor dergelijke uitbraken. Ook populaties met een verminderde genetische variatie zij gevoelig voor uitbraken.
In september 2007 trof een epizoötie van het epizootic ulcerative syndrome (EUS) vissen in de rivierZambezi.